# وائل حجازي
المحامي وائل حجازي حقوقي وناشط اجتماعي فلسطيني.

## عنه
هو أحد نشطاء العمل الاجتماعي في فلسطين، نشط في الفترة ما بين 1970 وحتى الآن في هذا الحقل وحاز على جائزة المتطوع المثالي الأول في فلسطين وعدة جوائز من جهات مختلفة.
مثل فلسطين في العديد من المؤتمرات العالمية، له عدة مؤلفات في الصحافة المكتوبة بصحيفة القدس والنهار والحياة. وقد قام مؤخرا باصدار كتاب أسماه الكتاب الذهبي والذي احتوى على كل شخصيات محافظة الخليل التي تركت أثرا أكاديميا أو سياسيا أو اجتماعيا وكذلك شملت حملة درجة «بروفيسور» وغيرهم ممن حصلوا على براءة اختراع أو جائزة دولية. من أشهر مقالاته («فيلم بتذكرتين»)والذي تحدث فيه عن حريق المسجد الأقصى عام 1969.
ترأس جمعية الهلال الأحمر الفلسطيني لفترة طويلة، وخلالها قام بإدخال أول سيارة اسعاف في مدينة الخليل كتبرع من الصليب الأحمر عام 1976. كما ترأس منظمة صحافة بلا حدود الفلسطينية عام 2006.